# Отто, или В компании мертвецов
«Отто, или В компании мертвецов» (англ. Otto; or, Up with Dead People) — фильм канадского режиссёра Брюса Лабрюса, снятый в 2008 году. Снят как экспериментальный фильм, сочетающий элементы фильма ужасов, эксплуатационного кино, гомосексуальной эротики и социальной драмы.

## Сюжет
Как таковой сквозной сюжет в фильме отсутствует. Присутствуют несколько линий, которые не просто переплетаются, а становятся частями друг друга. Общая канва: режиссёр-авангардистка Медея Ярн снимает два фильма — «В компании мертвецов» и «Отто».
Первый повествует о недалёком будущем, когда зомби, сумев эволюционировать, создают собственные сообщества и даже пытаются при помощи радикальных методов бороться за свои права. При этом особое значение имеют зомби-гомосексуалы, которые насилуют, убивают и пожирают части здоровых мужчин (по словам Медеи, неважно, в каком это происходит порядке). Главные герои фильма «В компании мертвецов» — геи Максимилиан и Фриц. После того, как первый из них совершает суицид, он становится зомби, убивает и пытается съесть своего бойфренда. Однако после того, как Фриц возвращается к нежизни, оба зомби даже пытаются заниматься сексуальной жизнью, в том числе, в отверстия, которые проел Максимилиан в теле Фрица. Однако общество весьма агрессивно настроено к ожившим мертвецам, которые напоминают живым об их неизбежном будущем. Однажды на героев нападает банда хулиганов, которая сжигает Максимилиана. Тогда Фриц начинает создавать свою банду для борьбы с живыми, превращая геев в зомби. Фильм Медеи заканчивается сценой гомосексуальной оргии зомби-геев среди кусков расчленённых тел.
Линия Отто развивается параллельно. Согласно сюжету, Отто действительно оживший труп. Однако возвращение в мир живых не приносит ему ничего приятного — он становится изгоем, вынужденным питаться павшими животными. Однажды он видит плакат, приглашающий на кастинг нового фильма Медеи Ярн о зомби. Отто производит большое впечатление на режиссёра, так что она просит актёра, сыгравшего роль Фрица, приютить его у себя. Тот сперва отказывается, а затем всё-таки приглашает Отто к себе в дом. Однажды они даже вступают в сексуальную связь, после чего Отто наутро совершает самосожжение. Однако это оказывается лишь очередным эпизодом фильма Медеи. Реальный зомби Отто после окончания съёмок просто уходит из Берлина на север.

## В ролях
- Джей Крисфар — Отто, зомби
- Катарина Клевиингхаус — Медея Ярн, режиссёр фильма «В компании мертвецов»
- Сюзанна Сахссе — Хелла Бент, её любовница
- Гвидо Соммер — Адольф, брат Медеи и оператор её фильмов
- Марсель Шлютт — Фриц Фрице, главный герой фильма «В компании мертвецов»
- Кристоф Шмен — Максимилиан, другой главный герой фильма «В компании мертвецов»
- Джованни Андраде — Рудольф

## Награды
- Международный ЛГБТ-кинофестиваль в Милане, 2008 год

Премия в номинации «Лучший фильм»

## Отзывы критиков
На сайте Rotten Tomatoes у фильма 40-процентный «гнилой» рейтинг (подсчитан на основе отзывов 20 рецензентов) со средним баллом 4.7 из 10 возможных.
Выдержка из обзора в San Francisco Chronicle:

Зомби, занимающийся сексом с открытой раной партнёра, — может быть и не самая шокирующая сцена в этом фильме. Иначе говоря, взять с собой маленького ребёнка на просмотр картины, если вы не смогли найти для него няню, — плохая идея.
Оригинальный текст (англ.)A zombie having sex with an open wound is maybe the sixth most shocking thing in this film. In other words, this would be a really bad time to bring your little kid to the theater because you couldn't find a babysitter.